# یواس‌اس رادمن (دی‌دی-۴۵۶)
یواس‌اس رادمن (دی‌دی-۴۵۶) (به انگلیسی: USS Rodman (DD-456)) یک کشتی بود که طول آن ۳۴۸ فوت ۴ اینچ (۱۰۶٫۱۷ متر) بود. این کشتی در سال ۱۹۴۱ ساخته شد.